# Путь домой (фильм, 2010)
«Путь домой» (англ. The Way Back) — драматический фильм режиссёра Питера Уира, снятый по мотивам мемуаров «Долгий Путь» (англ. The Long Walk) бывшего польского военного Славомира Равича (1915—2004), арестованного НКВД после вторжения в Польшу 1939 года. Фильм вышел в прокат осенью 2010 года.

## Сюжет
Мы снимали «Путь домой» в Марокко и Болгарии. В Марокко было неплохо, хоть и жарко, но вот Болгария — настоящий ад. Этим странным местом управляет какая-то мерзкая шайка, кругом кучи мусора, а по улицам носятся своры одичавших собак. И это в Софии, в столице. Провинция немного чище, но нищета там ужасающая, и ты вечно мерзнешь. Холод там страшный, а если чуть потеплеет, так сразу начинает дуть ветер, причем как бы ты ни повернулся, он дует тебе прямо в рожу.
Военнопленный офицер польской армии Януш Вешчек попадает под обвинение НКВД в шпионаже и диверсиях против СССР. Януш отрицает свою вину и отказывается подписывать протокол. Тогда следователь вызывает на очную ставку жену Януша, которая под пытками подтверждает выдвинутые против него фальшивые обвинения. Януша приговаривают к 20 годам лишения свободы в лагерях ГУЛАГа.
1940 год. В Сибири у Януша от нечеловеческих условий заключения случается нервный срыв, и он решает бежать, когда один из заключённых — русский актёр Хабаров — проговаривается ему, что планирует сбежать на юг в Монголию, перейдя Байкал по льду. И хотя другой заключённый — американский инженер мистер Смит — говорит Янушу, что Хабаров просто фантазирует, пытается таким образом морально поддержать самого себя, Януш решается на побег. К нему присоединяются мистер Смит, затем русский преступник Валька, польский художник Томаш, другой поляк, страдающий куриной слепотой, 17-летний Казик, латвийский священник Восс и югославский бухгалтер Зоран.
Им удаётся организовать успешный побег из концлагеря, чему способствует сильный снег и метель, однако уже на второй день Казик замерзает до смерти, заблудившись в тайге. Оставшиеся шестеро заключённых отправляются дальше через бескрайние просторы Сибири, минуя поселения и людей и держа курс на Байкал, которого они, наконец, достигают, после многомесячных изнурительных странствий. Там беглецы встречают польскую девушку Ирену Зелинскую, которая утверждает, что сбежала из колхоза, а её родителей убили советские коммунисты. Беглецы решают взять её с собой, хотя мистер Смит понимает, что она врёт: Польша в данный момент находится под властью немецко-фашистских оккупантов. Позже Ирена признаётся, что её родители были коммунистами, но это «их не спасло».
Дойдя до непатрулируемого участка границы СССР и Монголии, неожиданно беглецов покидает Валька, который всё ещё рассматривает Советский Союз как свой родной дом, и до сих пор считает Сталина героем. Но, успешно перейдя границу, беглецы понимают, что Монголия на самом деле под властью коммунистов и решают идти дальше на юг — в Индию (которая тогда была британской колонией) через пустыню Гоби и Тибет. Во время долгого изнурительного перехода (без еды и воды) через Гоби умирают Ирена и Томаш. Преодолев пустыню, беглецы доходят до Гималаев, где их радушно встречают тибетские монахи. Там их покидает мистер Смит, который отправился в Китай искать американскую базу в Лхасе. Оставшись втроём, Януш, Восс и Зоран отправляются дальше и доходят до Индии, где Восс и Зоран остаются, а Януш продолжает странствовать по миру. Фильм заканчивается отрывками из документальных хроник о победе Союзников над нацистской Германией и падении коммунистических правительств в Восточной Европе в 1989 году. В последней сцене, после пятидесяти лет разлуки, Януш встречается с женой.

## В ролях
- Джим Стерджесс — Януш
- Эд Харрис — мистер Смит
- Колин Фаррелл — Валька
- Густаф Скарсгард — священник Восс
- Сирша Ронан — Ирена
- Марк Стронг — Хабаров[2]